# Milieuhygiëne
De term milieuhygiëne is omstreeks 1960 ingevoerd in Nederland voor zowel een beleidsterrein, een onderzoeksterrein als een opleiding met betrekking tot de vragen hoe mensen en organisaties met het hen omringende milieu omgingen en dienden om te gaan om gezond te blijven. 
Met 'milieu' werd hier primair het zogeheten grijze milieu bedoeld (de kwaliteit van water, te weten oppervlaktewater en grondwater, van de bodem en lucht, verontreiniging en afval en de invloed daarvan op het welzijn en de gezondheid van de mens) en niet zozeer het groene milieu (de levensgemeenschappen met vegetatie, flora, fauna, biodiversiteit).

## Beleid
De term komt onder meer voor in het in 1971 opgerichte Nederlandse Ministerie van Volksgezondheid en Milieuhygiëne. Het was in Nederland het eerste ministerie dat zich bezighield met beleid  dat gericht was op het voorkomen van milieuverontreiniging en wilde komen tot een beter milieubeheer. Vermoedelijk is het voor het eerst als beleidsaanduiding gebruikt bij de instelling van de Inspectie milieuhygiëne in 1962, die zich onder meer met het vraagstuk omtrent luchtverontreiniging diende bezig te houden.
Ook in de wetgeving (Wet algemene bepalingen milieuhygiëne) en in namen van adviesorganen (Centrale Raad voor de Milieuhygiëne) wordt de term gebruikt. Later, toen volksgezondheidsbeleid en milieubeleid ontkoppeld werden, is het voor milieu verantwoordelijke ministerie in zijn naamgeving, wetgeving en de aanduiding van diensten en raadsorganen andere termen gaan gebruiken, zoals milieubeheer of kortweg milieu.

## Onderzoek
TNO was, naast diverse universiteiten, één der eerste onderzoeksinstituten die zich expliciet met milieuhygiëne gingen bezighouden. Dit betrof het Instituut voor Milieuhygiëne en Gezondheidstechniek TNO, dat is voortgekomen uit de Afdeling Gezondheidstechniek TNO, waarvan de wortels al in 1935 liggen en die formeel van start ging in 1950. In 1958 werd dit omgedoopt in Instituut voor Gezondheidstechniek (TNO-IG), wat zich met binnen- en buitenmilieu bezighield met nadruk op gezondheid. In 1973 werd de naam veranderd in Instituut voor Milieuhygiëne en Gezondheidstechniek (TNO-IMG). In 1984 werd TNO-IMG opgeheven en een aantal onderdelen ervan verhuisden naar de Hoofdgroep Maatschappelijke Technologie TNO.

## Opleiding
Ook waren er lange tijd studies Milieuhygiëne, onder meer aan de Landbouwhogeschool in Wageningen. Binnen deze studie waren de oorzaken, omvang, effecten en bestrijding van de vervuiling van bodem, lucht en water thema van onderwijs en hiermee verwant onderzoek. Later is men dergelijke vakgebieden en studierichtingen meestal gaan aanduiden als milieuwetenschappen, milieukunde of milieustudies.